# Kriegerdenkmal Riesdorf

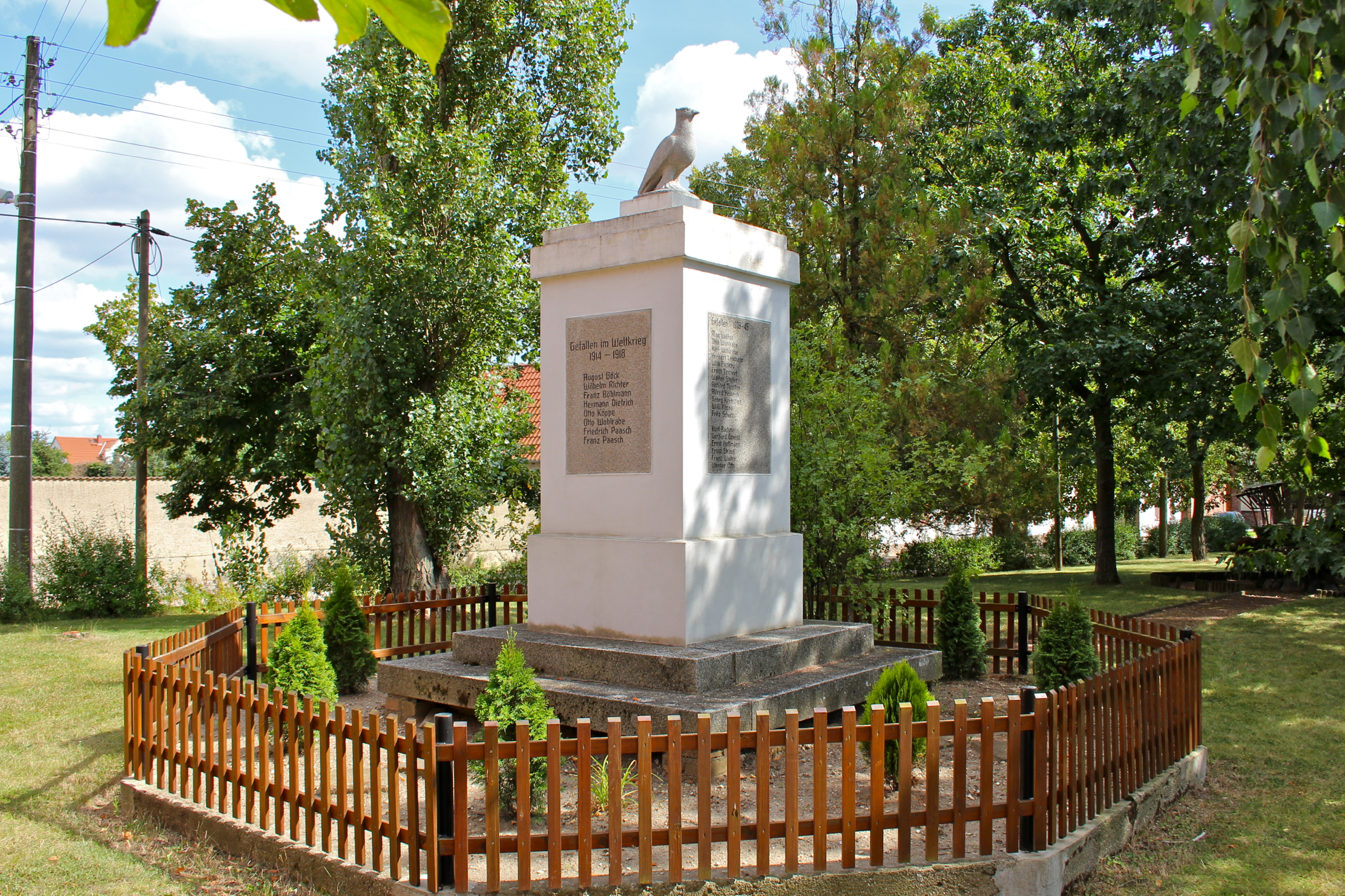
Das Kriegerdenkmal in Riesdorf in der Nähe der Kirche

Das Kriegerdenkmal Riesdorf ist ein denkmalgeschütztes Kriegerdenkmal im Ortsteil Riesdorf der Stadt Südliches Anhalt in Sachsen-Anhalt. Im örtlichen Denkmalverzeichnis ist es mit der Erfassungsnummer 094 70240 als Baudenkmal verzeichnet.

## Allgemeines
Das Kriegerdenkmal in Riesdorf steht auf einer Freifläche südlich der Kirche des Ortes. Es ist eine weiß gestrichene Stele auf einem mehrstufigen Sockel, die zur Erinnerung an die Gefallenen des Ersten Weltkriegs und Zweiten Weltkriegs errichtet wurde. Gekrönt wird das Kriegerdenkmal von einer Taube. In die Stele sind vier Gedenktafeln eingelassen, die eine Inschrift und die Namen der gefallenen Soldaten enthalten. Nördlich des Kriegerdenkmals befindet sich der Gedenkstein von Riesdorf für die Gefallenen der Befreiungskriege.